# Junonia lugens
Junonia lugens är en fjärilsart som beskrevs av Ungemach 1932. Junonia lugens ingår i släktet Junonia och familjen praktfjärilar. Inga underarter finns listade i Catalogue of Life.